# Poyopoyo Kansatsu Nikki
Poyopoyo Kansatsu Nikki (ポヨポヨ観察日記?) es un manga japonés de Rū Tatsuki acerca de un gato esférico llamado Poyo y la familia que lo adopta. Siendo adaptado al anime en enero de 2012. El anime está disponible en Crunchyroll con subtítulos en inglés y español. Un videojuego cuyo protagonista es Poyo fue lanzado en abril de 2012 para la Nintendo 3DS.

## Personajes
Poyo (Seiyū: Ikue Otani) un gato naranja y esférico, es el protagonista, la mayoría de los personajes lo adoran.
Moe Satō (Seiyū: Suzuko Mimori) es una oficinista de 22 años quien encontró a Poyo en la calle cuando estaba borracha. Es amistosa y descuidada.
Hide Satō (Seiyū: Hidekazu Ichinose) es el hermano menor de Moe  y le cuesta llevarse bien con Poyo. Es un estudiante de preparatoria de 17 años.
Shigeru Satō (Seiyū:  Akira Kamiya) es el padre de Moe y Hide. Un granjero fuerte e intimidante.